# Kanton Reillanne
Reillanne is een kanton van het Franse departement Alpes-de-Haute-Provence. Het kanton maakt deel uit van het arrondissement Forcalquier.

## Gemeenten
Het kanton Reillanne omvatte tot 2014 de volgende 8 gemeenten:
- Aubenas-les-Alpes
- Céreste
- Montjustin
- Oppedette
- Reillanne (hoofdplaats)
- Sainte-Croix-à-Lauze
- Vachères
- Villemus

Door de herindeling van de kantons bij decreet van 24 februari 2014, met uitwerking op 22 maart 2015, werden volgende 13 gemeenten aan het kanton toegevoegd:
- Banon
- Dauphin
- L'Hospitalet
- Mane
- Montsalier
- Redortiers
- Revest-des-Brousses
- Revest-du-Bion
- La Rochegiron
- Saint-Maime
- Saint-Michel-l'Observatoire
- Saumane
- Simiane-la-Rotonde